# Кэфа

Кэфа на карте Эфиопии

Кэфа (амх. ከፋ) — бывшая провинция (регион) Эфиопии, существовавшая в 1942—1994 годах. Располагалась в юго-западной части страны. Столица — город Джимма.
Провинция Кэфа была образована в 1942 году после освобождения Эфиопии от итальянской оккупации.
По данным 1970 года провинция Кэфа имела следующее административное деление:
| Субпровинции                       | Районы |
| ---------------------------------- | --- |
| 1. Гимира (центр — Мизан-Тэфэри)   | 1. Гура-Фэрда (центр — Гура-Фэрда) 2. Тэмэнджа-Яжи (центр — Мизан-Тэфэри) 3. Шуко (центр — Шуко) |
| 2. Джимма (центр — Джимма)         | 1. Афэта (центр — Димту) 2. Дедо (центр — Дедо) 3. Джанджэро (центр — Фофа) 4. Кэрса (центр — Сэрбо) 5. Манна (центр — Йеббу) 6. Омонада (центр — Баке-Абба-Уако) 7. Сокору (центр — Сокору) 8. Сэка (центр — Сэка) 9. Чэкорса (центр — Шэбе)                                                 |
| 3. Кулло-Конта (центр — Уака)      | 1. Гэнабоса (центр — Гэна) 2. Конта (центр — Амэя) 3. Лома (центр — Бали) 4. Мэрэка (центр — Мэрэка) 5. Точа (центр — Точа) 6. Уашае (центр — Уашае) |
| 4. Кэфа (центр — Бонга)            | 1. Геча (центр — Чири) 2. Гимбо (центр — Гимбо) 3. Гоуата (центр — Садже) 4. Мэнджоуо (центр — Даэри-Гомма) 5. Тыллыку-Геша (центр — Дэка) 6. Тыннышу-Геша (центр — Ока) 7. Тэлло (центр — Фэлегэ-Сэлам) 8 Чэнна (центр — Уача) 9. Чэтта (центр — Шама) 10. Шоуа-Гимира (центр — Шоуа-Гимира) |
| 5. Лиму (центр — Агаро)            | 1. Гера (центр — Гера) 2. Гомма (центр — Агаро) 3. Лиму-Коса (центр — Гэннэт) 4. Лиму-Сэка (центр — Атанго) |
| 6. Маджи и Гольдия (центр — Маджи) | 1. Биро (центр — Биро) 2. Геша (центр — Геша) 3. Гольдия (центр — Башэма) 4. Корит (центр — Корит) 5. Мэхаль-Маджи (центр — Маджи) 6. Тырма-Тыд (центр — Тырма-Тыд) 7. Шаша (центр — Шаша) |

В 1974 году провинция Кэфа была, как и все провинции Эфиопии, преобразована в регион.
В 1994 году после введения нового административного деления Эфиопии регион Кэфа был упразднён, а его территория разделена между Оромией и регионом наций, национальностей и народов Юга.